# Fritz Pauer
Fritz Pauer (Wenen, 14 oktober 1943 - 1 juli 2012) was een Oostenrijkse jazzpianist, orkestleider en componist.

## Biografie
Pauer kreeg als kind een klassieke piano-opleiding. Hij werkte vanaf 1960 bij Fatty George en nam in 1962 een eerste plaat op met Hans Koller. In 1964 verhuisde hij naar Berlijn, waar hij met het trio van Joe Nay in de Jazzgallery van Herb Geller werkte als begeleidingsmuzikant van Art Farmer, Leo Wright, Carmell Jones, Don Byas, Dexter Gordon en anderen. In 1968 ging hij als docent terug naar zijn geboortestad naar de nieuw ingerichte jazzafdeling van de stad Wenen. Daar speelde hij in het sextet van Erich Kleinschuster en formeerde hij een eigen trio met Jimmy Woode en Erich Bachträgl. Pauer was sinds 1970 lid van de ORF-Big Band.
Na de ontbinding van deze bigband in 1982 was hij twee jaar leider van de Swiss Jazz School in Bern. Sindsdien woonde hij in Zurndorf in het Burgenland. Vanaf 1984 trok hij zich voor een periode van 18 jaar ook herhaaldelijk terug in een in het Peruaanse oerwoud gelegen dorp van Indio's, waar hij zich bezig hield met het sjamanisme. Na een periode als zelfstandig artiest werd hij in 1989 aangesteld aan de afdeling voor jazz van de Universität für Musik und darstellende Kunst Graz, waar hij interpretatie en begeleiden doceerde en als correpetitor was betrokken aan de opbouw van het studieverloop voor jazzzang.
Pauer speelde o.a. met George Gruntz en diens Piano Conclave, met Ray Brown, Jay Clayton, Johnny Griffin, Sheila Jordan, Red Mitchell, Mark Murphy en Joe Zawinul. In het Wiener Jazzland begeleidde hij in de laatste decennia internationale grootheden als Eddie Lockjaw Davis, Harry Edison, Frank Rosolino, Albert Mangelsdorff, Benny Carter, Harry Allen, Warren Vaché jr., Attila Zoller, Chico Freeman, James Moody en Zipflo Weinrich. Hij trad tot aan zijn dood op met zijn trio (Johannes Strasser en Joris Dudli, resp. Steve Woods en Howard Curtis), de zangeres Cornelia Giese, het Apollon Streichquartett, de band Polyphone-X en de singer-songwriter Laurie Antonioli. Hij speelde sinds 2004 ook soloconcerten. Pauer is op talrijke platen en cd's, ook onder zijn eigen naam, gedocumenteerd. Friedrich Gulda nam in 1971 de lp Fata Morgana op met Pauer-composities.

## Onderscheidingen
In 1966 won Pauer in Wenen bij de door Gulda ingestelde International Competition for Modern Jazz de met 400 pond en een instrument naar keuze van de artiest gedoteerde 1e prijs in de rubriek piano, waar Zawinul fungeerde als jurylid. In 2003 kreeg hij het Goldene Verdienstzeichen der Republik Österreich. In 2004 en 2005 werd hij ook genomineerd voor de Hans Koller-prijs. In 2008 kreeg hij de Staatspreis für improvisierte Musik. In 2009 werd hem als waardering van zijn muzikale prestaties de Würdigungspreis für Musik 2008 en de titel Professor toegekend. Op 4 april 2013 vond in het Wiener Musikverein een herdenkingsconcert plaats voor Fritz Pauer, waarin uitsluitend zijn composities van Sheila Cooper en Heidi Krenn, Daniel Nösig, Andy Middleton, Markus Gaudriot, Benjamin Schatz en Oliver Kent, Karl Ratzer, Hans Strasser en Joris Dudli werden vertolkt.

## Overlijden
Fritz Pauer overleed in juli 2012 op 68-jarige leeftijd aan plotseling hartfalen in een trein terug naar Wenen.
- Bibliothèque nationale de France: cb13921568s (data)
- CiNii: DA09919439
- Gemeinsame Normdatei: 134481186
- International Standard Name Identifier: 0000 0000 8149 0750
- Library of Congress Control Number: n78044735
- MusicBrainz: 7d2c5558-05b7-476c-8ef5-13af75fec844
- Nationale bibliotheek van Australië: 35550562
- Nationale Bibliotheek van Israël: 987007314839405171
- Nationale en Universitaire bibliotheek Zagreb: 000123994
- Nederlandse Thesaurus van Auteursnamen: 074835157
- Réseau des bibliothèques de Suisse occidentale: 02-A020132083
- Système universitaire de documentation: 166469904
- Trove: 992809
- Virtual International Authority File: 69117315
- WorldCat: E39PBJvHfcP9cWJjxvwVWQJRrq